# Eva Kotchever
Eva Kotchever (geboren als Chava Zloczower, auch Eva Zloczower am 15. Juni 1891 in Mława, Polen, Russisches Kaiserreich; ermordet 1943 im KZ Auschwitz) war eine polnische Gastwirtin, bekannt unter dem Pseudonym Eve Addams, die 1925 das erste Lokal für Lesben in New York City eröffnete und lesbische Prosa schrieb.

## Biografie
Chawa (hebräisch für Eva) Zloczower war die Tochter von Mariem-Ruchla Midgal Zloczewer und Josef Zloczewer, die polnische Juden waren und ein Lebensmittelgeschäft betrieben. Im Jahr 1912 wanderte sie in die USA aus und nahm den Namen Eva Kotchever an. In Chicago leitete sie mit einer anderen Frau zusammen ein Tea House. Sie nannte sich selbst auch Eve Adams oder Eve Addams und nutzte ihr androgynes Pseudonym, das sich aus Adam und Eva zusammensetzt, öffentlich.
1925 eröffnete sie Eve Addams’ Tearoom in der MacDougal Street 129 in Greenwich Village, New York City. Das überwiegend von Frauen frequentierte Lokal wurde auch Eve’s Hangout genannt. Zum Programm gehörten wöchentliche Lyriklesungen und musikalische Auftritte.
Zeitungen berichteten über die Eröffnung von Eve Addams’ Tearoom und behaupteten, dass ein Schild mit der Aufschrift: “Men are admitted, but not welcome” (deutsch: „Männer sind erlaubt, aber nicht willkommen“) vor dem Lokal angebracht sei. Es gibt bisher keine verifizierten Quellen, die die Existenz dieses Schildes belegen. Jonathan Ned Katz weist darauf hin, dass diese Behauptung als Mittel zur Verbreitung von Stereotypen diente und dass das Lokal möglicherweise bewusst diffamiert wurde, um es als einen Ort des Männerhasses darzustellen. In dem Raum wurde kein Alkohol ausgeschenkt. Er entwickelte sich zu einem beliebten Treffpunkt für jüdische Migranten und Frauen liebende Frauen, die sich im Schutz verschlossener Türen treffen konnten. Kotchever wurde zu dieser Zeit wegen ihres maskulinen Erscheinungsbilds als “the queen of the third sex” (deutsch: „Königin des dritten Geschlechts“) bezeichnet, was im damaligen Sprachgebrauch eine übliche Bezeichnung für Homosexuelle war. Sie schloss Freundschaften mit dem Schriftsteller Henry Miller, dem sie angeblich Geld lieh, mit der Autorin Anaïs Nin, die in ihren erotischen Geschichten oft auch lesbischen Sex beschrieb, und mit der Anarchistin Emma Goldman.
Der Journalist Bobby Edwards von der Greenwich Village Quill schrieb 1926 über das Lokal: “Where ladies prefer each other. Not very healthy for she-adolescents, nor comfortable for he-men.” (deutsch: „Wo Damen sich gegenseitig vorziehen. Nicht sehr gesund für weibliche Jugendliche, ungemütlich für männliche Männer.“)
Nach einer Razzia der Polizei im Juni 1926 wurde Kotchever der Obszönität für schuldig befunden, weil sie die Kurzgeschichtensammlung Lesbian Love publiziert hatte. Außerdem wurde ihr vorgeworfen, sich der Polizistin Margaret Leonard „anzüglich“ genähert zu haben, die verdeckt die Bar betreten hatte. Kotchever habe eng mit ihr getanzt und sie in einem Taxi an der Brust berührt, gab Leonard zu Protokoll. Außerdem soll Kotchever sie zu sich nach Hause eingeladen und dort auf ein Bett geworfen haben, um mit ihr sexuell aktiv zu werden. Ein Nachbar namens Jay Fitzpatrick schrieb auch einen Brief an die Behörden, in dem er behauptete, Kotchever verführe in ihrem Apartment regelmäßig junge Frauen.
Der Nachtclub wurde aufgrund all dieser Beschuldigungen von den Behörden geschlossen. Eva Kotchever wurde im Dezember 1926 nach einer mehrmonatigen Haftzeit aus den Vereinigten Staaten ausgewiesen, obwohl ein Onkel in Hartford noch angeboten hatte, 1000 $ Kaution für sie zu bezahlen. Kotchever äußerte sich verzweifelt: “I love this country with my whole heart and soul, and I have made application for my final papers. I want to become a citizen. If I am deported, my life is ruined.” (deutsch: „Ich liebe dieses Land mit Herz und Seele und habe mich um endgültige Papiere beworben. Ich will Staatsbürgerin werden. Wenn ich abgeschoben werde, ist mein Leben ruiniert.“)
Sie zog dann zunächst wieder nach Polen und in den 1930er Jahren nach Paris. Wie viele Pariser Künstler und Schriftsteller war sie Stammgast im Restaurant Café du Dôme.
Sie wurde in Nizza verhaftet und am 17. Dezember 1943 vom Sammellager Drancy nach Auschwitz deportiert und ermordet.

## Werk
Vor ihrer gastronomischen Tätigkeit schrieb Eva Kotchever als Autorin für das Magazin Mother Earth, das ihre Bekannte Emma Goldman herausgab.

### Lesbian Love
Im Februar 1925 ließ sie 150 Exemplare ihres 72-Seitigen Buches Lesbian Love (deutsch: Lesbische Liebe), mit Unterstützung eines Freundes, der nicht genannt werden wollte, drucken. Das Buch war mit dem Hinweis „Printet for private circulation only“. (deutsch: nur für die private Weitergabe) versehen und besteht aus einer Sammlung von Kurzbiografien ihr bekannter lesbischer Frauen unter fiktiven Namen. Veröffentlicht wurde das Werk unter dem Pseudonym Evelyn Addams, was darauf hindeutete, dass Kotchever bewusst war, dass es für sie als Einwanderin ohne Staatsbürgerschaft riskant war, als Autorin eines solchen Titels aufzutreten oder überhaupt ein solches Buch zu veröffentlichen. Das tatsächliche Risiko einer Verhaftung oder einer Gefängnisstrafe, war ihr vermutlich nicht klar. Die Tippfehler und das unvollkommene Englisch der Texte zeigen, dass niemand ihr Werk lektoriert hatte, der Historiker Jonathan Ned Katz, merkte an, dass dies ein Glück sei, da somit Kotchevers eigene Sprache erhalten blieb. Lesbian Love ist in neun kurze Abschnitte unterteilt, und erzählt in ausführlicher oder beiläufiger Form, die Erlebnisse der 25 Protagonistinnen, die durch die Vereinigten Staaten reisten.

#### Inhalt und Bedeutung
Eve Kotchevers Buch enthält laut Katz, bedeutsame historische Einblicke in die lesbischen Geschichte der Arbeiterklasse und verbindet zahlreiche autobiografische Elemente mit den einzelnen Figuren. Im letzten Abschnitt des Buches beschrieb Kotchever eine namenlose Protagonistin, die laut Katz, eine Selbstdarstellung ist. Darin eine junge Frau in Männerkleidung, die von einer viel älteren Frau wohlwollend und sanft verführt wird, beschrieben. Die Namenlose legt ausführlich dar, dass diese Erfahrung eines der „bedeutendsten Ereignisse meines Lebens“ gewesen sei. Katz betonte, dass die Tatsache, eine solche Schilderung aufzuschreiben, wahrscheinlich als obszön und kriminell eingestuft werden würde und zeige, wie wichtig sie für Kotchever war. Der Wunsch, öffentlich über sich selbst, Freunde und deren Sexualität zu schreiben, kommen in Lesbian Love klar zum Ausdruck.
Die Protagonistin Jimmi, eine Fabrikarbeiterin, wird als maskuline lesbische Frau beschrieben, die mit ihrer Gewerkschaft Ferien in einem Hotel verbringt, und dort die einzige Frau ist, die Männerkleidung trägt und sich frei von jeglichen Konventionen verhält. Jimmi lernt auf einer Party eine junge Frau kennen, tanzt mit ihr, obwohl diese nicht Angehörige der Arbeiterklasse ist. Aus der romantischen Freundschaft wird nach drei Wochen eine intensive Liebesbeziehung. Der Charakter Miki wird beschrieben als Wanderin, die sich ihrer sexuellen Orientierung nicht bewusst ist, jedoch gerne Männerkleidung trägt. Auf einem Ausflug lernt Mikki Dr. M. kennen, die sie ein Jahr später zu sich einlädt, und mit der sie eine Nacht verbringt. Katz vermutet, dass die Figur der Dr. M. die anarchistische, lesbische Ärztin Marie Equi, darstellt. Weitere Protagonistinnen waren teilweise auch Ex-Geliebte Kotchevers, die sich in den Kurzgeschichten durchaus erkannten und infolgedessen den Kontakt mit ihr abbrachen.
Vermutlich war Lesbian Love das erste Buch in den USA, das das zu der Zeit wenig gebräuchliche Wort „Lesbian“ im Titel hatte und echte lesbische Frauen porträtierte und ihre Lebensweisen beschrieb. Im ersten Kapitel „Glimpse“ beschreibt Kotchever eine Szene in einem Tea Room, in dem Frauen sich für Rendezvous und Geselligkeit in Gruppen treffen. Kotchever sagte in einer Befragung vor ihrer Deportation nach Auschwitz über das Buch: “I never realized that the book was indecent. If I did, I would have never written it. . . . I merely wrote this group of short stories of people I observed in my travels out west and mostly in Greenwich Village. I merely intended to describe these characters with the aim to help them, to show them the truth of their lives.” („Mir war nie klar, dass das Buch unanständig ist, sonst hätte ich es nicht geschrieben. Ich habe nur diese Kurzgeschichten geschrieben über Leute, die ich beobachtet habe auf meinen Reisen in den Westen und hauptsächlich im Greenwich Village. Ich wollte diese Charaktere beschreiben und ihnen helfen, ihnen die Wahrheit ihres Lebens zu zeigen.“) Lesbian Love galt zeitweise als verschollen, Kotchevers Biograf Jonathan Ned Katz gelang es jedoch, ein Exemplar zu finden. Eine vollständige Kopie des Buches, mitsamt allen Abbildungen, ist in Katzs Biografie The Daring Life and Dangerous Times of Eve Adams enthalten.

## Erinnerung
In Erinnerung an Eva Kotchever wurde 1929 auf der Grundlage ihrer gesammelten Kurzgeschichten Lesbian Love ein Stück in einem Kellertheater auf der Christopher Street in Greenwich Village gespielt. Das Buch ist heute nicht mehr erhältlich; es sollen sich vereinzelte Exemplare in Privatbesitz befinden.
Drei Theaterstücke von Barbara Kahn über das Leben von Eva Kotchever in New York, The Spring and Fall of Eve Adams (2010), Unreachable Eden (2012) und Imprisoned Girls (2013), führte das Off-Off-Broadway Theater for the New City auf.

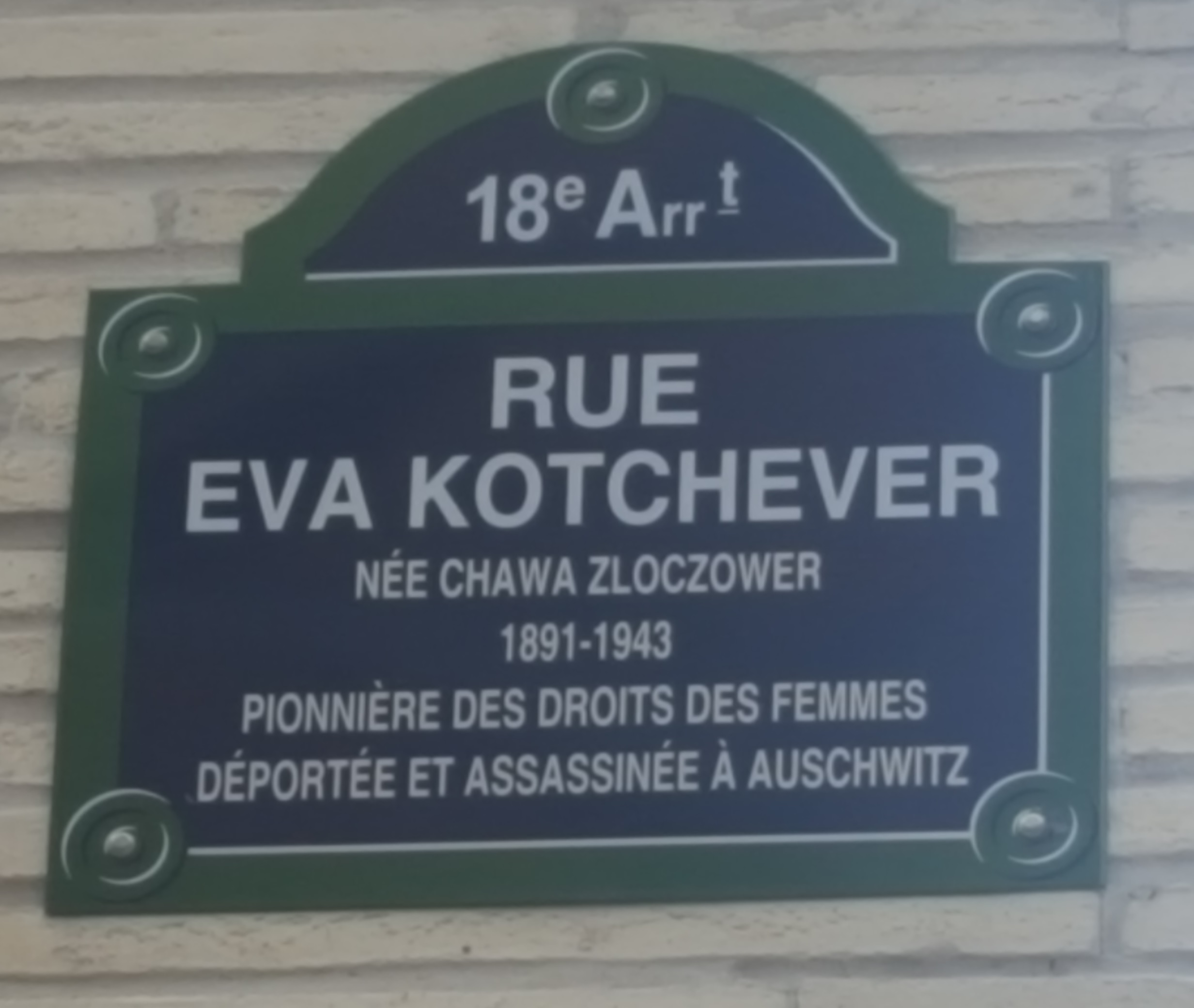
Straßenschild in Paris

Kotchevers ehemaliger Eve Addams’ Tearoom ist eine der Sehenswürdigkeiten auf historischen Rundgängen zu Orten in Manhattan, wo schwules und lesbisches Nachtleben von den 1890er bis in die 1920er Jahre boomte.
 Die Stadt Paris benannte 2019 am Montmartre im 18. Pariser Arrondissement 2019 eine Schule nach ihr und eine Straße, die Rue Eva-Kotchever. Die Inschrift auf dem Straßenschild ehrt sie als « Pionnière des Droits des Femmes » (deutsch: „Pionierin der Frauenrechte“).
Ihr Name mit der Schreibweise Eva Zloczower ist in die Mauer der Namen der Gedenkstätte Mémorial de la Shoah in Paris eingraviert.